# Andrea Gastaldi
Andrea Gastaldi (Torino, 18 aprile 1826 – Torino, 9 gennaio 1889) è stato un pittore italiano.

## Biografia

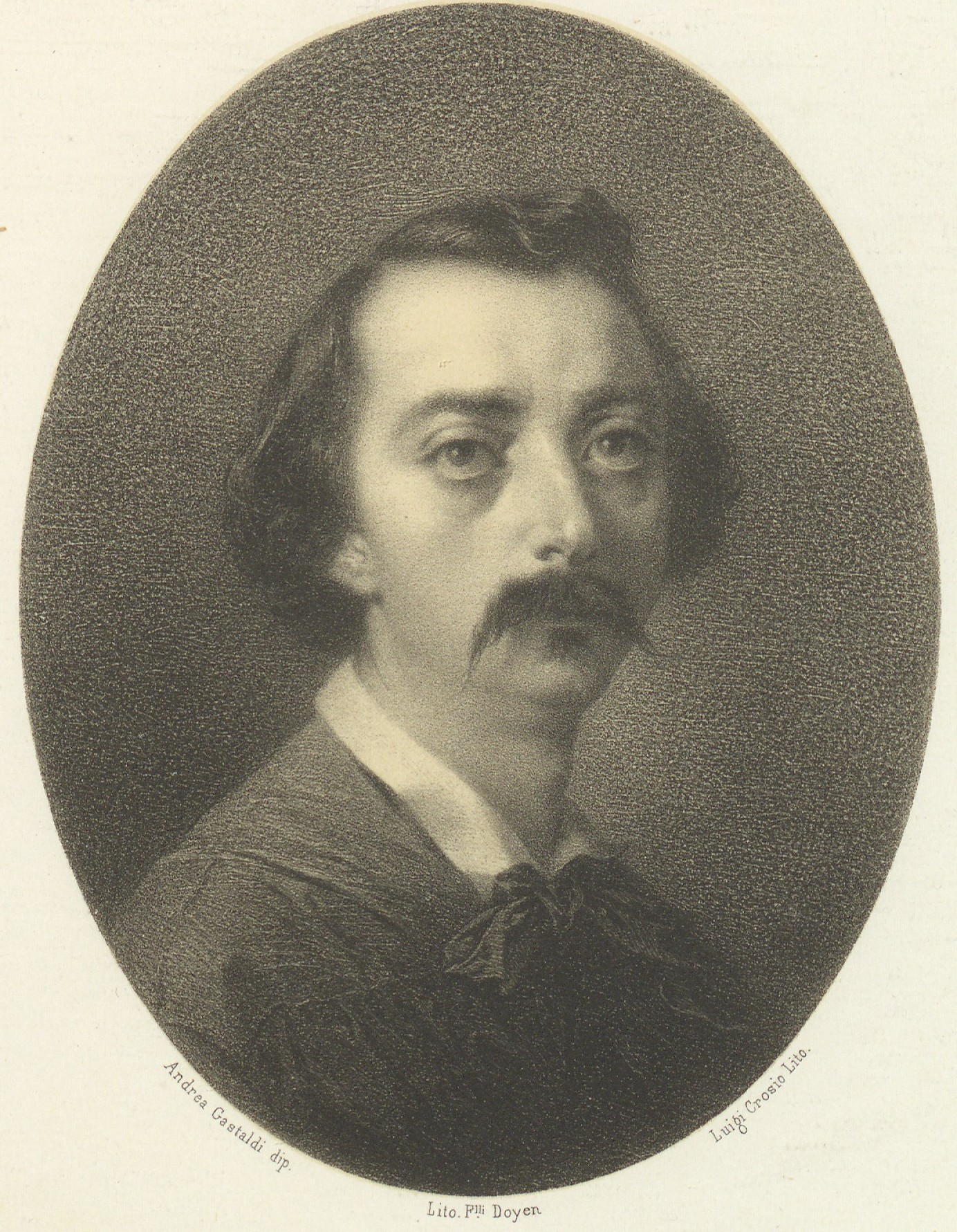
Autoritratto di Andrea Gastaldi, litografia, 1871

Andrea Gastaldi apparteneva all'alta borghesia torinese, il padre Bartolomeo era avvocato e la madre, Margherita Volpato, che era la sorella del noto Giovanni Volpato, veniva da una famiglia appassionata d'arte; era infatti sorella di Giovanni Volpato (Chieri 1797-Torino 1871), famoso collezionista d'arte e ispettore della Pinacoteca reale di Torino. Nel 1839 il re Carlo Alberto di Savoia acquistò da lui circa 1850 disegni di artisti italiani e stranieri, fra cui numerosi artisti fiamminghi e olandesi, ma soprattutto disegni autografi di Leonardo da Vinci. Lo zio ebbe grande influenza su Andrea e lo sostenne nella decisione di seguire studi artistici contro l'opposizione dei genitori. Della sua formazione artistica non si hanno molte notizie, anche se lo zio lo sollecitò ad iscriversi all'Accademia Albertina, allora diretta dal famoso pittore neoclassico Giovanni Battista Biscarra. L'influenza di altri professori di prestigio come lo scultore Giuseppe II Gaggini e il pittore e architetto Pelagio Palagi gli diedero solide basi classiche.
Tra il 1850 e il 1851, come molti intellettuali dell'epoca, decise di fare un viaggio culturale e si recò a Roma e a Firenze per impregnarsi dell'arte antica. L'epoca in cui visse, il Risorgimento, il viaggio appena concluso, che gli aveva mostrato le grandezze del passato, lo convinsero sempre più del valore educativo dell'arte. Questo suo convincimento non lo si evince solo dal tema delle sue opere, ma anche da un passaggio di una lettera da lui scritta al fratello Lorenzo, teologo dell'Ordine rosminiano e futuro arcivescovo di Torino, in cui dichiarava: "... quando si tratta di far passare qualche atto d'eroica virtù, sia religiosa che civile, sento che lo faccio con vero amore, essendo questo il vero scopo dell'arte". Rientrato a Torino fu chiamato a realizzare un affresco nella lunetta del portale maggiore della chiesa di San Massimo, I prigionieri piemontesi di Gundebaldo re di Borgogna, liberati da San Epifanio e da San Vittore, in cui si valorizza l'atto eroico del vescovo di Pavia Epifanio, che chiede la liberazioni dei prigionieri catturati dopo la discesa di Gundobado in Liguria e Piemonte.
Nello stesso anno dipinse anche Il primo moto del Vespro Siciliano, ispirato alla rivolta per la liberazione della Sicilia dagli Angioini del 1282 e Il sogno di Parisina. Il primo quadro si rifà all'avvenimento scatenante la rivolta sull'isola, in cui un siciliano reagisce alla mancanza di rispetto di un soldato francese verso la moglie. Il quadro s'ispira a un'opera di Francesco Hayez sullo stesso soggetto, ed è attualmente conservato presso la Galleria nazionale d'arte moderna e contemporanea di Roma. Il sogno di Parisina s'ispira al poema romantico di George Gordon Byron, il cui soggetto tratta dell'episodio in cui Niccolò III d'Este scopre che la moglie, Parisina Malatesta, lo tradisce con il figlio naturale Ugo d'Este. L'opera è attualmente conservata presso la Pennsylvania Academy of the Fine Arts. Entrambe le tele furono esposte alla mostra annuale della Società promotrice di belle arti di Torino
L'anno successivo espose, sempre alla mostra annuale della "Società promotrice di belle arti", il quadro Perdita del primo amore, il cui successo di critica fu tale che fu acquistato da Vittorio Emanuele II. Attualmente l'opera è esposta presso il palazzo reale di Torino. A maggio del 1853 si recò a Parigi e vi rimase fino al 1859, pur mantenendo stretti contatti con Torino. Non vi sono molte informazioni sul suo periodo parigino. Un suo quadro, Coucher du soleil, fu accettato al Salone primaverile di Parigi proprio nel 1853, con una giuria molto reputata fra cui Eugène Delacroix e Hippolyte Delaroche. Inoltre, fu in occasione del suo soggiorno in Francia, che conobbe quella che sarebbe divenuta sua moglie, Léonie Lescuyer anch'essa pittrice.

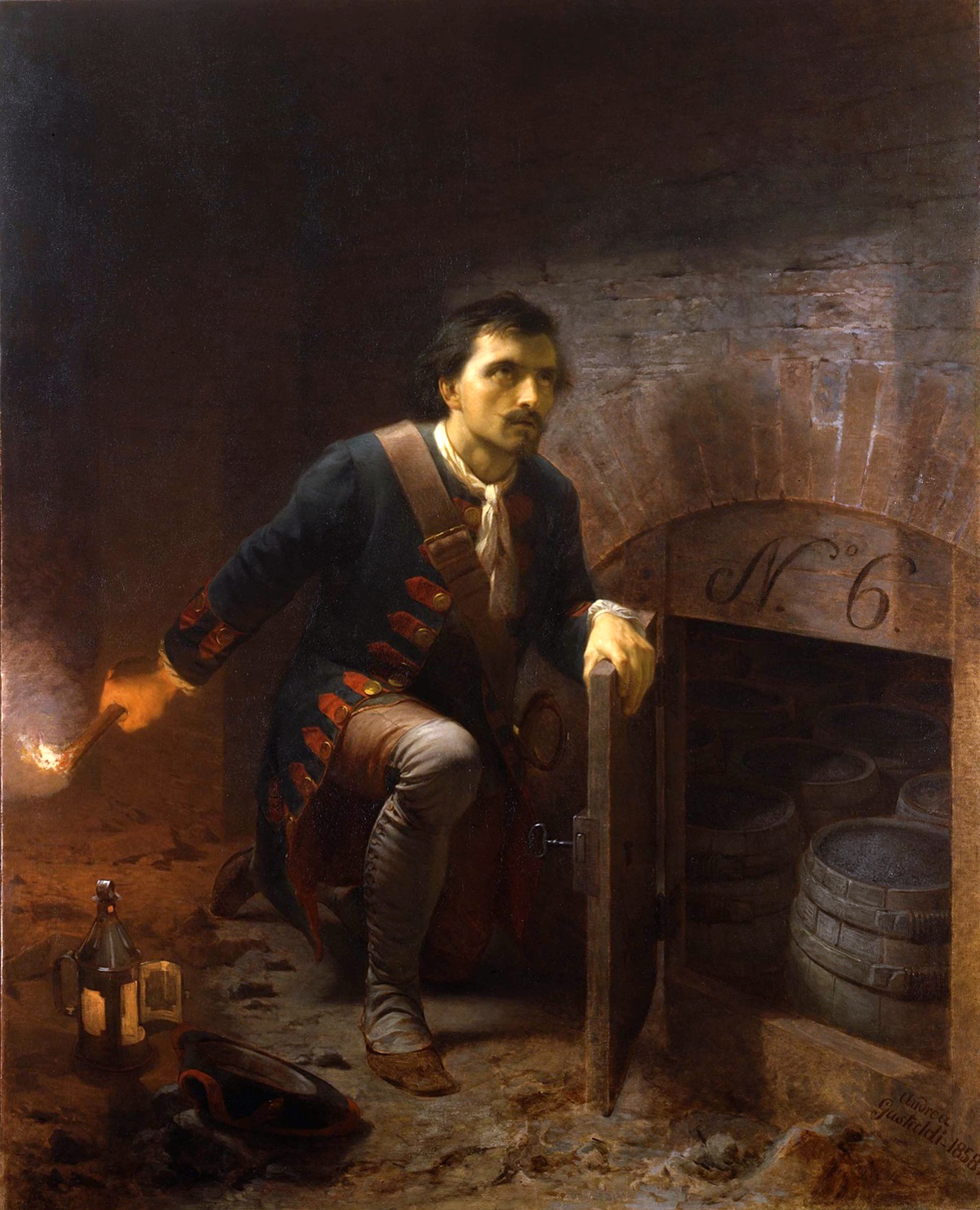
Pietro Micca, nel punto di dar fuoco alla mina, volge a Dio e alla patria i suoi ultimi pensieri (1858)

Nel 1855 partecipò all'Esposizione universale di Parigi con i due quadri Il sogno di Parisina e Il prigioniero di Chillon, dipinto l'anno prima, per i quali ottiene la menzione "honorable". Il prigioniero di Chillon, conservato presso la Galleria nazionale di Oslo, s'ispira a un poema di Lord Byron che narra dell'incarcerazione del monaco François Bonivard nel castello di Chillon.
In quell'anno divenne presidente dell'Accademia Albertina Ferdinando Arborio Gattinara di Breme, che su espressa richiesta di Vittorio Emanuele II avrebbe dovuto "studiare e proporre radicali riforme e miglioramenti da introdurre nell'insegnamento". Fu in quell'ottica che furono chiamati alcuni fra i più promettenti artisti italiani, molti dei quali avevano alle spale esperienze internazionali, come Vincenzo Vela, Enrico Gamba, Giovanni Battista Biscarra e Antonio Fontanesi. Del gruppo di nuove assunzioni fecce parte anche Gastaldi che fu assunto il 27 maggio 1858 come professore di pittura; fra i suoi discepoli vi furono Luigi Morgari, Angelo Pascal e Cesare Saccaggi.
Il 1860 fu un anno importante per Gastaldi che decise di rientrare definitivamente a Torino. In occasione della mostra annuale della "Società promotrice di belle arti" presentò uno dei suoi quadri più famosi, Pietro Micca, nel punto di dar fuoco alla mina, volge a Dio e alla patria i suoi ultimi pensieri, dipinto nel 1858. Il quadro esaltava il valore patriottico di Pietro Micca che nel 1706, durante l'assedio di Torino da parte dei francesi, sacrificò la propria vita facendo esplodere delle polveri, per bloccare la galleria sotterranea che avrebbe dato accesso alla città. L'opera è attualmente esposta alla GAM di Torino. Quello fu anche l'anno in cui dipinse e presentò alla mostra L'Innominato, famoso personaggio manzoniano, ritratto nel momento della crisi interiore che precede la conversione. Il quadro, oggi conservato al GAM di Torino, fu acquistato dal Ministero dell'Interno.

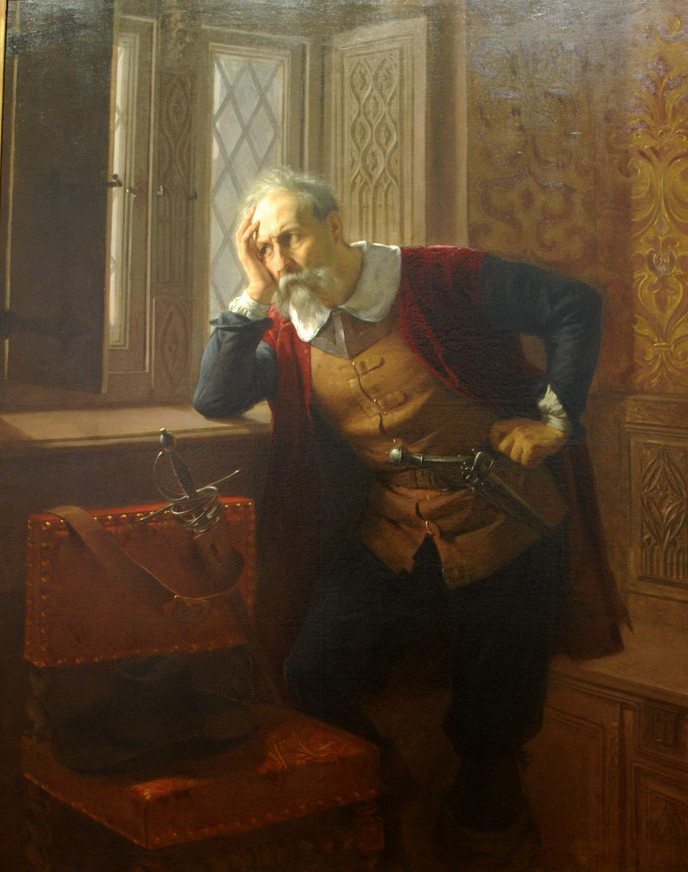
"L'innominato" di Andrea Gastaldi (1860)

Il 1862 dipinse un'altra sua opera molto famosa: Atala. Questo quadro era ispirato a una famosa novella di François-René de Chateaubriand in cui la giovane Atala si avvelena pur di non tradire il voto fatto dalla madre.

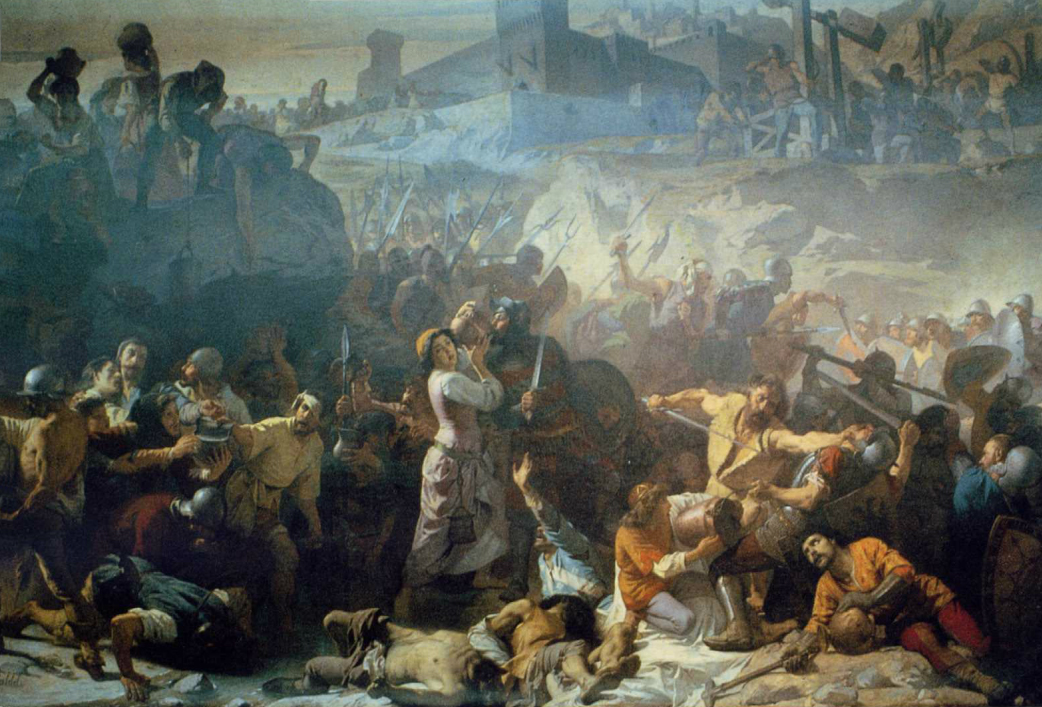
"La costanza dei tortonesi" (1867)

Nel 1866 Gastaldi fu invitato a far parte del comitato direttivo del Museo civico di Torino e partecipò alla selezione dell'Accademia Albertina, in vista dell'esposizione universale che si doveva tenere l'anno successivo. Fu proprio all'esposizione universale che presentò quello che gli studiosi di storia dell'arte definiscono il suo secondo capolavoro, dopo "Pietro Micca", La costanza dei tortonesi. La grande tela (374 cm di altezza per 567 cm di larghezza), commissionata dal Ministero della Pubblica Istruzione, s'ispira all'assedio di Tortona da parte del Barbarossa, avvenuto nel 1155. Viene spesso fatto un raffronto, soprattutto nel modo in cui è costruita la scena, con un quadro di Francesco Hayez, commissionato da Carlo Alberto per il Palazzo Reale di Torino, dal titolo "La sete dei crociati sotto Gerusalemme".
Altra opera di rilievo fu Saffo, ispirato alla poetessa greca, grande tela che rappresenta una donna, a grandezza naturale, vicino alla riva del mare, con in mano una cetra. Il quadro fu esposto prima all'Esposizione nazionale di belle arti di Milano del 1872 e l'anno dopo all'Esposizione universale di Vienna.
Nel 1877 dipinse, per il Ministero dell'Istruzione, Bonifacio VIII. Per la prima volta utilizza l'encausto, una tecnica molto antica che prevedeva l'uso di colori mescolati alla cera attraverso il calore. La figura del Papa, divenuto famoso per l'episodio dello Schiaffo di Anagni, è rappresentata carica di emozione e tormento psicologico. Il dipinto fu presentato a varie esposizioni fra cui l'Esposizione universale di Parigi del 1878.
Gastaldi lentamente ridusse le sue partecipazioni alle diverse manifestazioni, pur continuando sia l'insegnamento che la pittura. Fra le sue ultime opere le più note sono: La caduta di Simon mago, Emanuele Filiberto infante, Gli amori celebri e Semiramide allevata dalle colombe.
Morì a Torino il 9 gennaio 1889. È sepolto nel Cimitero monumentale di Torino (campo primitivo nord-zona nicchioni) accanto al fratello Bartolomeo, illustre geologo di cui fece un busto nel 1879. Il busto fu donato da Gastaldi al Club Alpino Italiano, che decise di porlo nella nuova stazione alpina appena edificata in alta val d'Ala, l'inaugurazione avvenne il 4 luglio 1881.

## Riconoscimenti

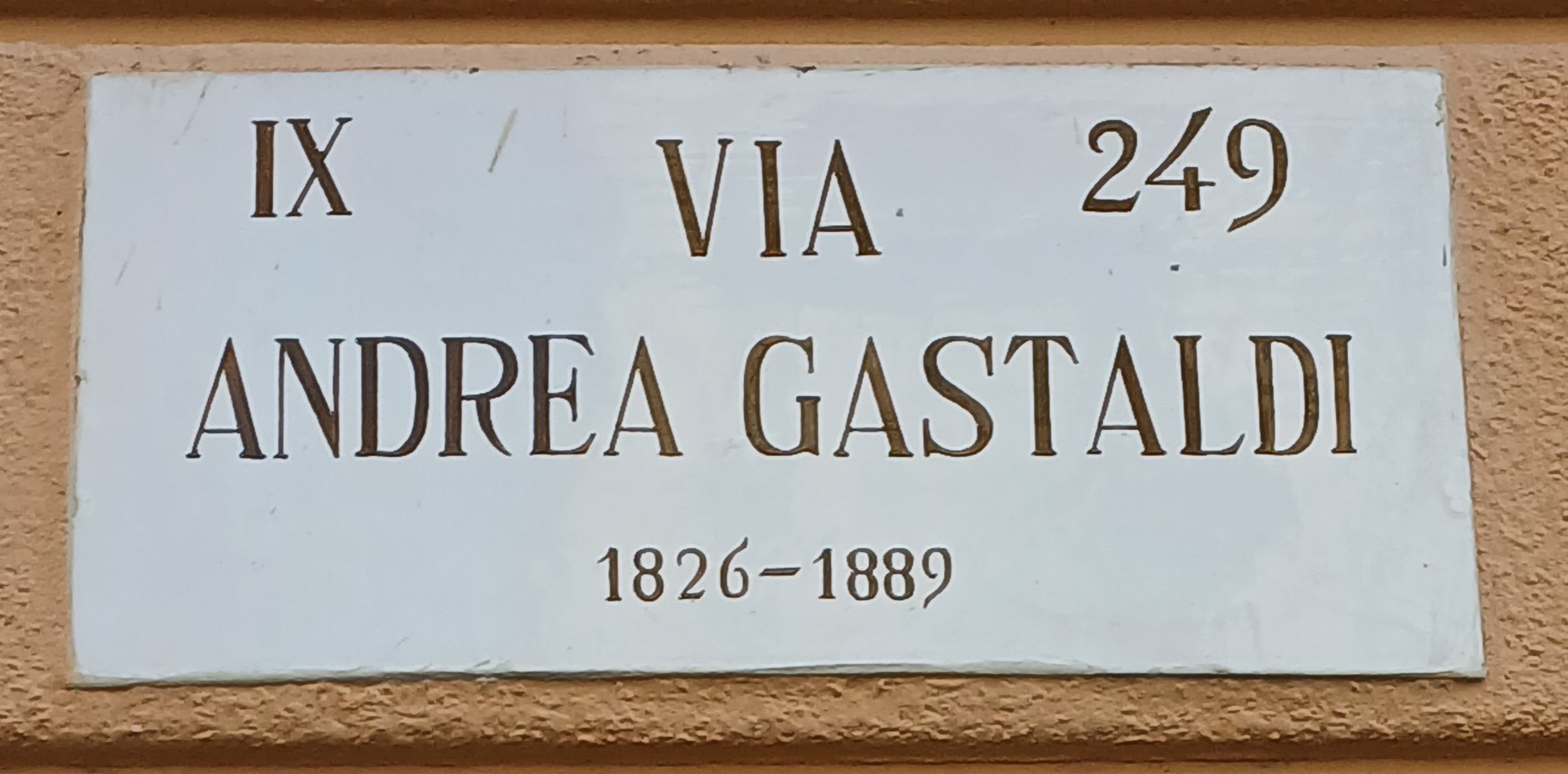
Via Gastaldi a Torino

Entrambi i comuni di Chieri e Torino gli hanno dedicato una via.